# Kimiko Douglass-Ishizaka
Kimiko Douglass-Ishizaka (キミコ・ダグラス＝イシザカ) est une pianiste compositrice, et haltérophile germano-japonaise née le 4 décembre 1976 à Bonn. Elle a également pratiqué la force athlétique.

## Musique

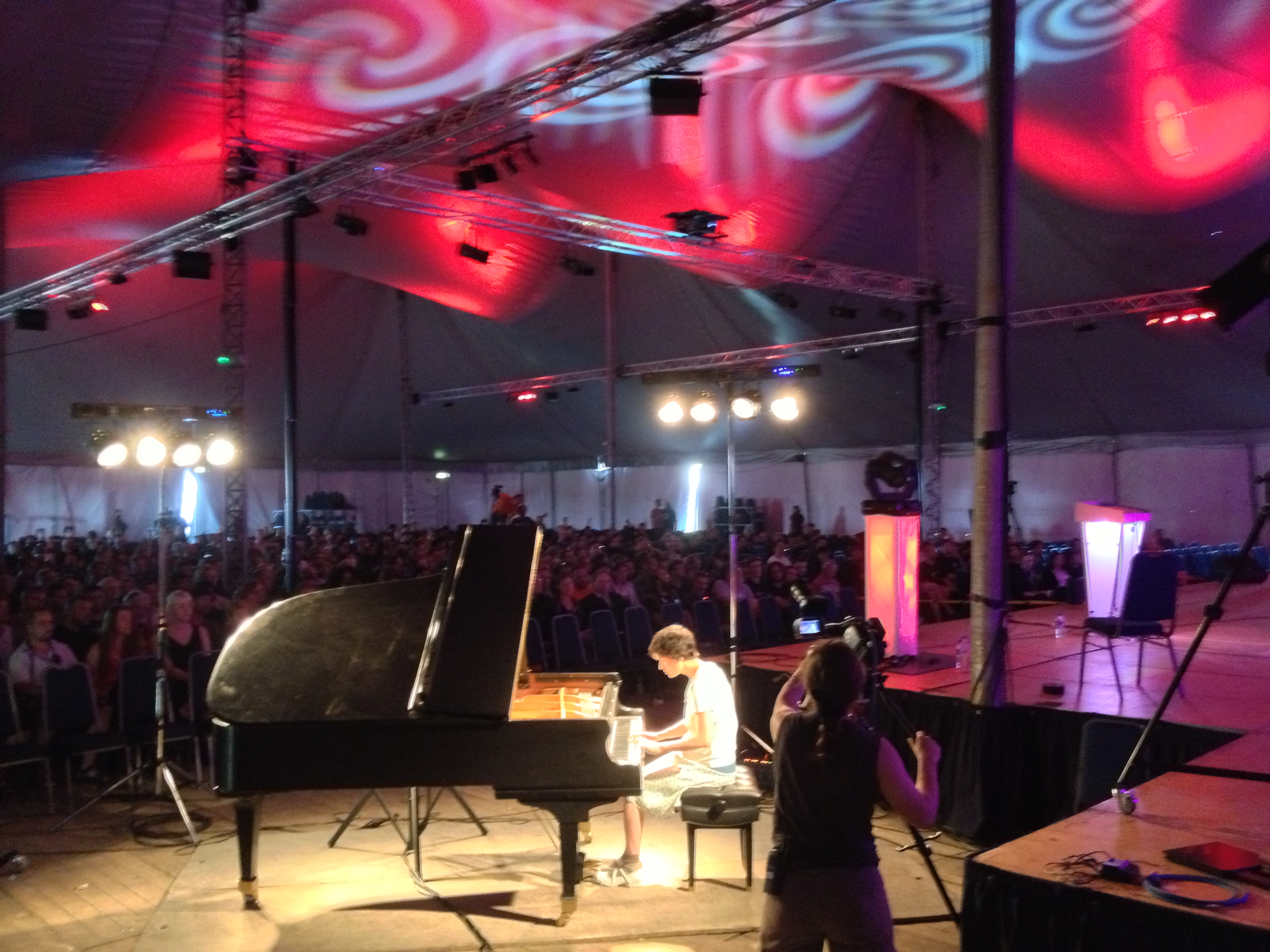
Kimiko Ishizaka se produisant au festival O.H.M. en Hollande, 2013.

Kimiko Douglass-Ishizaka a commencé le piano à 4 ans, joué en trio avec ses frères Danjulo et Kiyondo, puis fut diplômée de la Hochschule für Musik und Tanz Köln. Elle a été soliste avec le Beethoven Orchester Bonn, la Klassische Philharmonie et le Jackson Symphony Orchestra au Michigan.
En 1998, elle a remporté le Concours de musique allemand (de) avec ses frères Kiyondo Ishizaka et Danjuro Ishizaka.
Elle participe à Open Goldberg Variations, un projet Kickstarter financé par Bösendorfer qui a enregistré les variations Goldberg de Johann Sebastian Bach.
Elle a publié la partition et l'enregistrement dans le domaine public.
L'enregistrement, sur un piano Bösendorfer 290 Imperial (en) au Teldex Studio, à Berlin a fait l'objet d'une publication le 29 mai 2012 sous licence CC0.

## Discographie partielle
- 2021 : Love Songs : You were my compass[11],[12] par Christina Jones[13],[14]

- 2017 : Johann Sebastian Bach L'Art de la fugue[15],[16](2017)
- 2015 : Johann Sebastian Bach Le clavier bien tempéré[17] Livre 1[18] (2015)
- 2012 Johann Sebastian Bach Variations Goldberg[6] (2012)

## Force athlétique

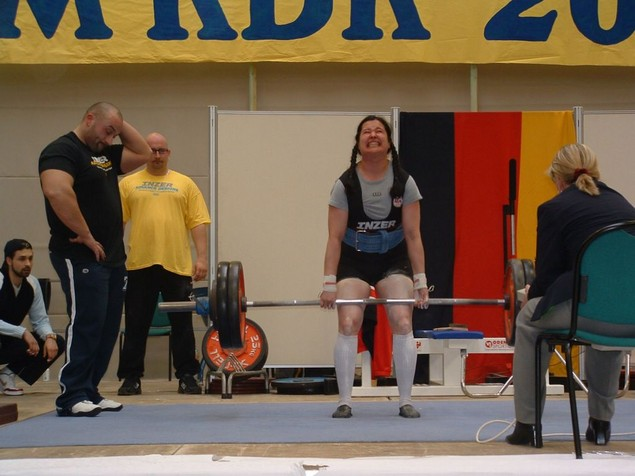
Soulevé de terre, aux championnats allemands de force athlétique de 2005.

Kimiko Douglass-Ishizaka a été classée 3e dans la catégorie des moins de 82 kg aux championnats allemands de force athlétique de 2005. L'année suivante, elle a été en deuxième place aux disciplines de flexion sur jambes, développé couché et soulevé de terre, puis elle s'est orientée vers l'haltérophilie.

## Haltérophilie
Kimiko Douglass-Ishizaka a gagné trois médailles aux championnats allemands d'haltérophilie.
Au printemps 2008, elle s'est placée 5e au ELEIKO Women's Grand Prix à Niederöblarn en Autriche.